# Styphelia triflora
Styphelia triflora är en ljungväxtart som beskrevs av Gábor Gabriel Andreánszky. Styphelia triflora ingår i släktet Styphelia och familjen ljungväxter. Inga underarter finns listade i Catalogue of Life.